# Katrin de Vries
Katrin de Vries (* 1959 in Heinitzpolder, Ostfriesland) ist eine deutsche Schriftstellerin.

## Leben
Katrin de Vries lebt als freie Schriftstellerin mit ihrem Mann, dem Schriftsteller Georg Klein, im ostfriesischen Ort Bunde. Sie haben zwei Kinder. De Vries ist Verfasserin von erzählerischen Werken, Comictexten, Dramen und Hörspielen. 2003 nahm sie am Ingeborg-Bachmann-Wettbewerb in Klagenfurt teil.

## Werke
- Die Hure H – Gesamtausgabe. Reprodukt, Berlin 2022, ISBN 978-3-95640-326-2[1]
  - Englisch: W the whore. New York Review Books, New York 2023, ISBN 978-1-68137-672-1
- Die Hure H. Jochen Enterprises, Berlin 1996 (Illustration: Anke Feuchtenberger)[2]
  - Französisch: La putain P. L’Association, Paris, 1999
- Die kleine Dame. Jochen Enterprises, Berlin 1997 (Illustration: Anke Feuchtenberger)[3]
  - Französisch: La petite dame. L’Association, Paris, 1996[4]
- Die Hure H zieht ihre Bahnen. Edition Moderne, Zürich 2003 (Illustration: Anke Feuchtenberger)
  - Französisch: La putain P fait sa ronde. Übers. v. Patricia Klobusiczky, Frémok, Brüssel 2006, ISBN 2-35065-010-3
- Der Leib der Damen. Erzählungen. Schwartzkopff-Buchwerke, Berlin 2004
- Die Hure H wirft den Handschuh. Reprodukt, Berlin 2007 (Illustration: Anke Feuchtenberger)[5]
  - Französisch:  La putain P jette le gant. Frémok, Brüssel, 2011
- Ein Garten offenbart sich. Erzählung von einem anderen Leben. dtv, München 2024, ISBN 978-3-423-28405-9